# Wilhelm Murr
Pour les articles homonymes, voir Murr.
Wilhelm Murr, né le 16 décembre 1888 à Esslingen et mort le 14 mai 1945 à Egg (Autriche), est un homme politique de l'Allemagne nazie. Il a été Gauleiter du Gau Wurtemberg-Hohenzollern de février 1928 à sa mort au mois de mai 1945.

## Biographie
Engagé durant la Grande Guerre, il adhère au NSDAP durant l'été 1923. Élu au Reichstag en 1930, il démissionne de ses activités professionnelles.
Il ordonne au peuple de Stuttgart de se battre jusqu'à la mort.
Il se suicide avec son épouse le 14 mai 1945.